# Milano-Sanremo 1928
La Milano-Sanremo 1928, ventunesima edizione della corsa, fu disputata il 25 marzo 1928, per un percorso totale di 286,5 km. Fu vinta dall'italiano Costante Girardengo, giunto al traguardo con il tempo di 11h36'30" alla media di 24,681 km/h davanti ai connazionali Alfredo Binda e Giovanni Brunero.
I ciclisti che partirono da Milano furono 101; coloro che tagliarono il traguardo a Sanremo furono 42.

## Ordine d'arrivo (Top 10)
| Pos. | Corridore           | Squadra       | Tempo     |
| ---- | ------------------- | ------------- | --------- |
| 1    | Costante Girardengo | Maino         | 11h36'30" |
| 2    | Alfredo Binda       | Legnano       | s.t.      |
| 3    | Giovanni Brunero    | Legnano       | a 2'30"   |
| 4    | Antonio Negrini     | Maino         | s.t.      |
| 5    | Luigi Giacobbe      | Wolsit        | a 7'30"   |
| 6    | Pietro Chesi        | Bianchi       | s.t.      |
| 7    | Secondo Martinetto  | -             | a 10'00"  |
| 8    | Pietro Bestetti     | Maino         | s.t.      |
| 9    | Egidio Picchiottino | Alcyon-Dunlop | a 15'30"  |
| 10   | Bartolomeo Aimo     | Alcyon-Dunlop | a 16'00"  |